# Romy Kermer
Romy Kermer (28 luglio 1956) è un'ex pattinatrice artistica su ghiaccio tedesca, specializzata nel Pattinaggio artistico su ghiaccio a coppie.
Con Rolf Österreich ha ottenuto la medaglia d'argento olimpica nel 1976.

## Palmarès
Coppie con Rolf Österreich
| Internazionali                     | Internazionali | Internazionali | Internazionali | Internazionali |
| Evento                             | 1973           | 1974           | 1975           | 1976           |
| ---------------------------------- | -------------- | -------------- | -------------- | -------------- |
| Giochi olimpici invernali          |                |                |                | 2°             |
| Campionati mondiali                | 5°             | 3°             | 2°             | 2°             |
| Campionati europei                 | 5°             | 2°             | 2°             | 2°             |
| Nazionali                          |                |                |                |                |
| Campionati della Germania dell'Est | 1°             | 2°             | 1°             | 1°             |

Coppie con Andreas Forner
| Internazionali       | Internazionali |
| Evento               | 1972–72        |
| -------------------- | -------------- |
| Blue Swords          | 2°             |
| Prize of Moscow News | 6°             |